# Tolna complicata
Tolna complicata là một loài bướm đêm trong họ Erebidae.